# デザートタンク
『デザートタンク』（DESART TANK）は、1994年にセガからアーケード用に発売された戦車戦シューティングゲーム。アメリカの軍需企業であるマーティン・マリエッタと共同で開発した。

## 概要
戦車を操縦して戦場を突破するゲーム。制限時間内にステージを進み、敵の司令部を撃破すればクリア。初心者用の砂漠ステージと、上級者用の渓谷ステージがある。

## 操作方法
デイトナUSA、セガラリーチャンピオンシップのDX筐体と同型の専用筐体に、操縦ハンドルと前進・後退のフットペダルが備え付けられている。操縦ハンドルの左右で旋回、上下で照準の調整を行う。ハンドルには戦車砲とマシンガンの発射ボタンがある。また視点を変更するボタンがある。尚、同社の体感ゲームでは珍しく、SD筐体売りがされなかったタイトルである。

### 戦車砲
メインウェポン。発射速度が遅く連射も効かないが威力が高い。地上物はもちろん、空中の敵も破壊可能。

### マシンガン
威力は低いが連射が効く。連射し続けるとオーバーヒートするので、時折休ませる必要がある。